# Attentat du 29 août 2016 à Aden
Pour les articles homonymes, voir attentat d'Aden.
L'attentat du 29 août 2016 à Aden au Yémen est un attentat-suicide à la voiture piégée revendiqué par l’État islamique. Il a visé les nouvelles recrues d'un camp de l'armée yéménite.

## Contexte
Depuis 2014, le Yémen est le théâtre d'une guerre civile qui oppose les Houthis, rebelles chiites pro-iraniens, au gouvernement sunnite d'Abdrabbo Mansour Hadi soutenu par une coalition menée par l'Arabie saoudite dont l'objectif est le découpage territorial du pays. Dans cette guerre, les organisations terroristes comme Al-Qaïda, l'État islamique ou encore la branche armée du Hezbollah sont aussi acteurs.

## Déroulement des faits
Un kamikaze du nom d'Ahmed Seif, un Adenais de descendance somalienne, s'est fait exploser dans une voiture piégée près d'un rassemblement de nouvelles recrues pour l'armée yéménite dans un camp du quartier de Mansoura, dans le nord de la ville d'Aden. L'explosion a eu lieu aux alentours de 8 h 15 (UTC+03:00), au moment où la population commençait sa journée de travail. Selon des témoins, la voiture piégée se serait introduite à grande vitesse dans le camp lorsque le portail fut ouvert pour faire passer un transporteur de vivres.

## Bilan
Au moins soixante et onze personnes ont été tuées et quatre-vingt-dix-huit autres blessées, selon des sources médicales.

## Revendication
L'attentat  est revendiqué le jour même par l'État islamique à travers l'Amaq qui parle d'« une opération martyre d'un combattant de l'État islamique contre un centre de recrutement de l'armée à Aden ».

## Conséquences
Le 30 août, le président yéménite, Abdrabbo Mansour Hadi limoge le chef des services de sécurité, Mohamed Saïd ben Brik et le remplace par le brigadier-général Ahmed Abdallah Nasser al-Moussabi.